# Katalpaväxter
Katalpaväxter (Bignoniaceae) är en familj med trikolpater som omfattar ungefär 650 arter i 110 släkten, varav flera är ekonomiskt värdefulla och odlas för timmer och prydnad. Några av arterna och släktena i familjen är jakaranda, kalebassträd, trumpetrankesläktet och det iögonfallande afrikanska korvträdet.
Katalpaväxterna finns främst i världens tropiska och subtropiska områden och består mest av träd, buskar och lianer, men även några få örter som i inkarvilleasläktet.

## Taxonomi
Familjen ingår i ordningen Lamiales. Ibland anges att ett lämpligt namn på ordningen skulle vara Scrophulariales istället, men exempelvis Angiosperm Phylogeny Group förordar Lamiales.
Familjen delas in i sju tribus:
- Bignonieae
- Coleeae
- Crescentieae
- Eccremocarpeae
- Oroxyleae
- Tecomeae
- Tourrettieae